# مؤمن نور
مؤمن نور (20 يونيو 1983-) ممثل ومقدم برامج مصري 

## حياته ومشواره المهني
ولد مؤمن نور في محافظة الإسكندرية في 20 يونيو 1983، أنهى دراسته الثانوية ثم حصل على بكالوريوس كلية التجارة (جامعة الإسكندرية)، ولكن حبه للتمثيل وموهبته دفعاه للانتقال إلى القاهرة والقيام بالدراسات الحرة في التمثيل، وبدأ مشواره الفني بالفعل عام 2005 عندما شارك في مسلسل الشارد، ثم توالت الأعمال التي شارك بها حتى أصبح أحد أبرز المواهب على الساحة الفنية، خاصة دوره في مسلسل بدون ذكر أسماء الذي أداه ببراعة وأحبه الجمهور، كما يُعرف عنه خفة الظل والقرب من جمهوره.

## أعماله الفنية

### التلفزيون
- 2021:  إجازة مفتوحة
- 2021:  زي القمر
- 2021:  خارج السيطرة
- 2021:النمر
- 2020: القمر آخر الدنيا
- 2020-2021:  الآنسة فرح
- 2019: علامة استفهام
- 2019: نصيبي وقسمتك ج3 :خماسية اكدب عليا شوية
- 2019: قمر هادي
- 2018: نسر الصعيد
- 2017: الحصان الأسود
- 2017: 30 يوم
- 2017: أرض جو
- 2017: كابتن أنوش ج1،2
- 2017: عفاريت عدلي علام
- 2016: ألف ليلة وليلة
- 2015: إستيفا
- 2014: فرصة ثانية
- 2013: بدون ذكر أسماء
- 2012 : 04
- 2011: أبواب الخوف
- 2010: شريف ونص ج2
- 2010: الجماعة
- 2008: شريف و نص ج1
- 2006: علي الهوا
- 2006: العندليب
- 2006: بنت بنوت
- 2006: القاهرة 2000
- 2005: الشارد

### السينما
- 2019: قصة حب
- 2016: صابر جوجل
- 2015: كابتن مصر
- 2006: أوقات فراغ

### تقديم البرامج
- في 26 سبتمبر عام 2015 شارك مؤمن في تقديم برنامج ذا فويس: أحلى صوت (الموسم الثالث) مع إيميه صياح على شاشتي إم بي سي 1 و إم بي سي مصر حيث كان يقدم حلقة الملخص الأسبوعي وكواليس العروض المباشرة.
- بعد انتهاء الموسم الثالث باشر مؤمن نور في يناير 2016 بتقديم كواليس ذا فويس كيدز الموسم الأول.

## روابط خارجية
- مؤمن نور على موقع الدهليز
- مؤمن نور على موقع قاعدة بيانات الأفلام العربية